# Manawoka
Manawoka is een eiland in de Molukken. Het is 46 km² groot en het hoogste punt is 329 meter. Er komt slechts één zoogdier voor, de vleermuis Pteropus melanopogon.